# Pruno (Stazzema)
Pruno is een plaats (frazione) in de Italiaanse gemeente Stazzema.